# Osiris (cràter)
Osiris és un petit cràter d'impacte de la Lluna situat a la part sud-est de la Mare Serenitatis. Es troba al nord-est del petit cràter Dawes, i a l'oest dels Montes Taurus. A l'est-nord-est d'aquesta posició es localitza el lloc d'allunatge de la missió Apollo 17, a la vall de Taurus-Littrow.

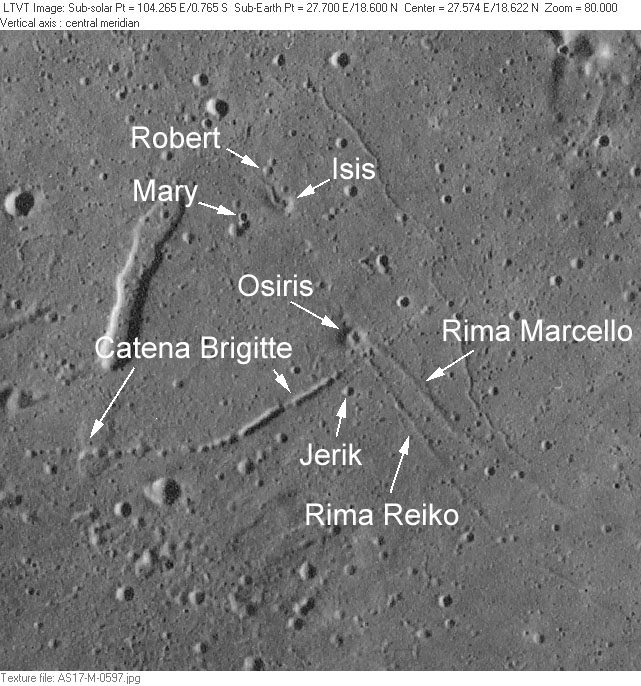
Localització d'Osiris (centre de la imatge)
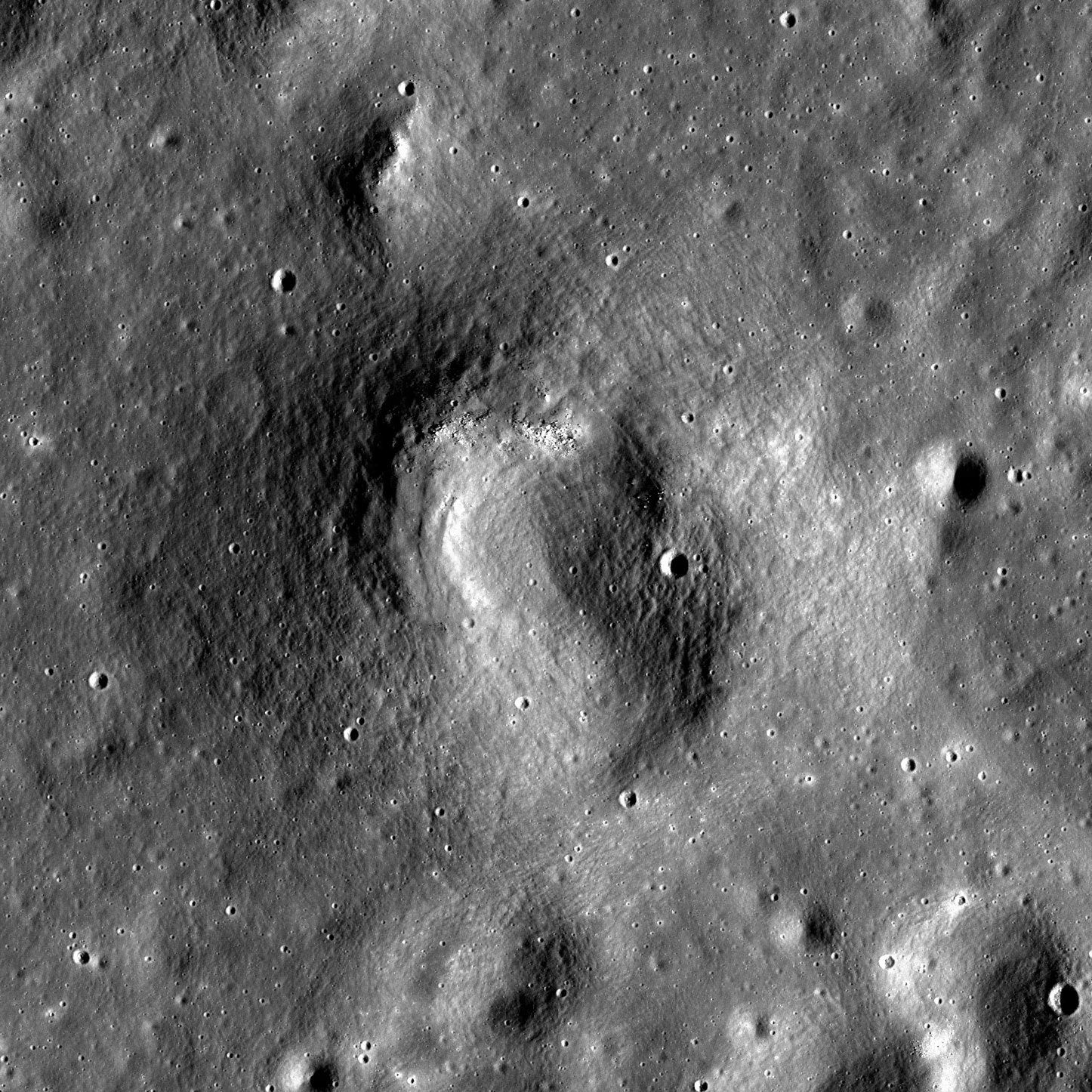
Fotografia de la missió LRO

Als seus voltants es localitzen altres petits cràters, com Isis, Robert i Mary (cap al nord-nord-oest) i Jerik (cap al sud). Així mateix, la rima Reiko i la rima Marcello parteixen del sector sud-est d'Osiris (amb aquest mateix rumb), i la catena Brigitte (que ho fa amb rumb sud-oest). Aquesta zona de la superfície és notable pels nombrosos elements que concentra.
Encara que se'ls coneix com a «cràters», Osiris i el proper Isis és probable que siguin petits cons volcànics.